# Kościół św. Maksymiliana Marii Kolbego w Godkowie
Kościół św. Maksymiliana Marii Kolbego w Godkowie – katolicki kościół parafialny zlokalizowany we wsi Godków w gminie Chojna, w powiecie gryfińskim (województwo zachodniopomorskie).

## Historia i architektura
Kościół został wzniesiony w 2. połowie XIII wieku. Do jego konstrukcji użyto granitowych bloków. Jest budowlą salową na planie prostokąta o wymiarach 17,5 × 8,1 m. Nawa nakryta jest dwuspadowym dachem. W wieku XIX kościół został przebudowany w stylu neoromańskim, dobudowano do niego wówczas masywną ceglaną wieżę i zakrystię, a także dokonano przemurowania okien. Wieża, zwieńczona czterema wimpergami, oryginalnie nakryta była spiczastym hełmem. W przyziemiu wieży umieszczono ostrołukowy portal wejściowy. Na licu wieży, ozdobionym blendami i ceglanymi fryzami, znajdują się okna dźwiękowe i zegar.
Po II wojnie światowej opuszczony kościół popadł w ruinę, odbudowano go w latach 1975–1976. Podczas prac restauracyjnych uproszczono wygląd wieży, zmieniając jej pokrycie na wielopłaszczyznowy blaszany dach zwieńczonym krzyżem. Odbudowany kościół poświęcił w dniu 5 grudnia 1976 roku biskup Jerzy Stroba.
W ścianie wschodniej kościoła wybite są trzy wąskie ostrołukowe okna, obramowane kamienną blendą. Okna w ścianach bocznych są poszerzone i pochodzą z okresu XIX-wiecznej przebudowy, w ścianie południowej zachowało się jednak jedno oryginalne okno. W południowo-zachodnim narożniku kościoła, tuż nad cokołem, wmurowana jest kwadra kamienna z murarskim symbolem szachownicy ułożonej z trójkątów prostokątnych. Druga kwadra z częściowo skutą szachownicą, ułożoną z prostokątów, znajduje się w ścianie zachodniej.
Wewnątrz kościoła, od strony wejścia, znajduje się empora muzyczna wsparta na dwóch filarach. Prezbiterium zamknięte jest prostą ścianą. Historyczne wyposażenie świątyni nie zachowało się.
Do kościoła przylega dawny cmentarz, otoczony niskim kamiennym murem oporowym.

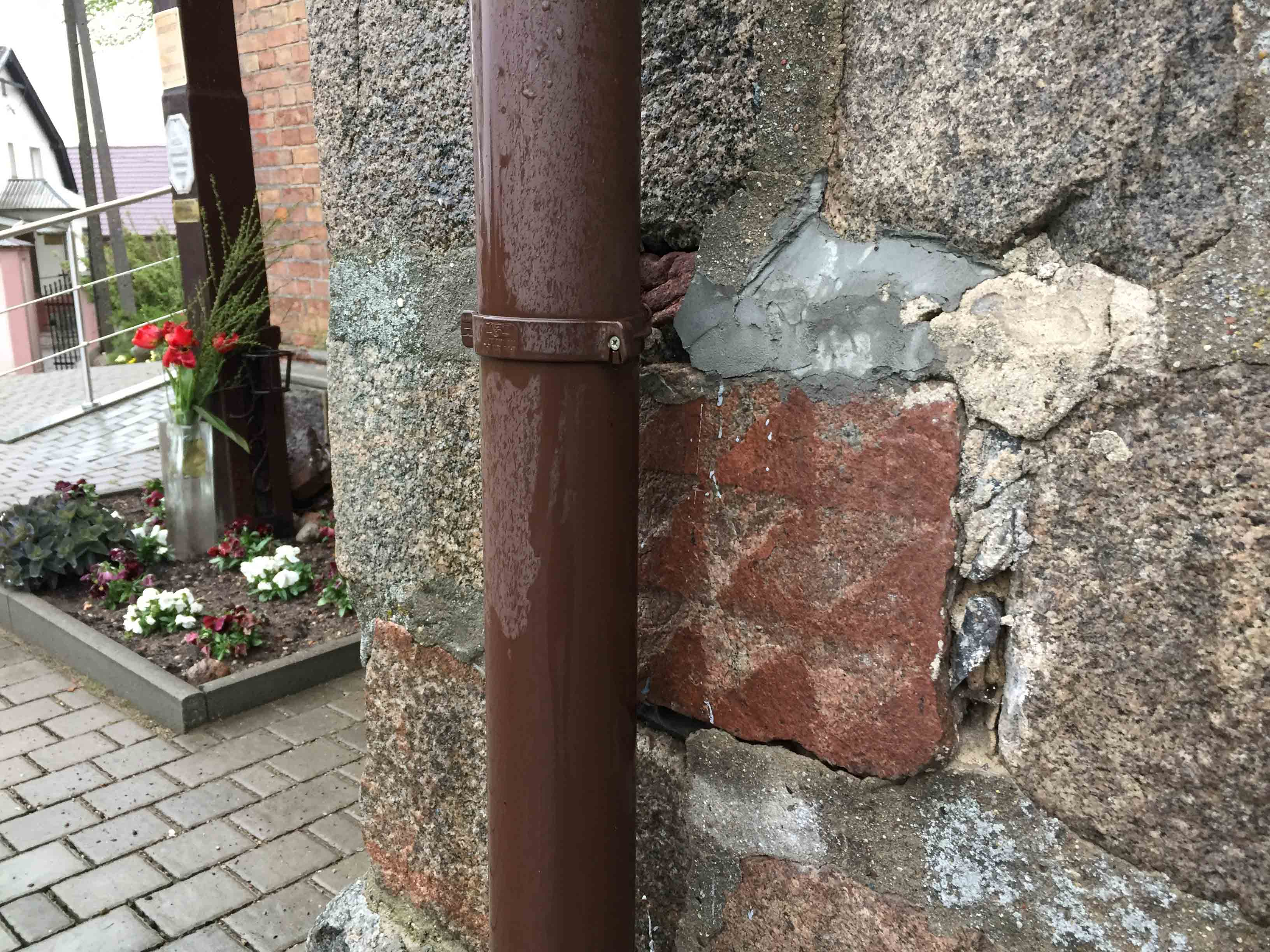
Ryt z motywem szachownicy ułożonej z trójkątów w południowo-zachodnim narożniku kościoła